# Formica biamoensis
Formica biamoensis este o specie dispărută de formicide din subfamilia furnicilor Formicinae cunoscută din fosilele găsite în Asia de Est.

## Istorie și clasificare
Formica biamoensis este cunoscută de la o singură furnică găsită în Rusia.  Specimenul a fost descris dintr-o fosilă de compresie conservată în depozitele dw diatomit ale sitului Bol'shaya Svetlovodnaya. Situate în Districtul Pozharsky, pe coasta Pacificului a Rusiei, rocile purtătoare de fosile păstrează, eventual, plante și animale Priabonian care trăiau într-un mic lac din apropierea unui vulcan.  Site-ul a fost atribuit fie  Maksimovka sau Salibez Formations și comparat cu Bembridge Marls și Florissant Formation, ambele fiind priaboniene în vârstă.
La momentul descrierii, specimenul holotip, numărul PIN 3429/1141, a fost păstrat în colecțiile A. A. Borissiak Paleontological Institute, parte a Academiei Ruse de Științe.  Fosila a fost descrisă pentru prima dată de trio-ul de paleomirmecologi Gennady Dlussky, Alexandr Rasnitsyn și Ksenia Perfilieva.  În descrierea tipului, Dlussky, Rasnitsyn și Perfilieva au numit specia „F. biamoensis”, cu  epitetul specific derivat din „Biamo”, denumirea mai veche a localității de tip.
"F. biamoensis" este similar ca aspect general cu chihlimbarul baltic specia Formica flori și Formica gustawi, dar diferă în ceea ce privește ochii și dimensiunea pețiolului. Cu toate acestea, comparația cu alte specii este complicată de faptul că ceilalți lucrători fosili sunt descriși din specimene găsite în chihlimbar și nu din fosile de compresie precum „F. biamoensis”.  La momentul descrierii, autorii au arătat că nu era posibil să se spună dacă lucrătorii „F. biamoensis” și masculii „Formica paleosibirica”, descriși în aceeași lucrare, erau specii separate.

## Descriere
Lucrătorul holotip este de aproximativ 7.5|mm cu un mesosoma subțire, pronotum slab rotunjite și un nod gros la pețiol. Partea laterală a nodului cu care se confruntă gasterul este înclinată spre exterior, formând un profil curbat, iar partea superioară a nodului este rotunjită.  Capul are ochi ovali compusi care sunt plasati spre capatul din spate si sunt mici in comparatie cu alte specii Formica. În timp ce marginile de mestecat ale mandibulelor nu sunt suficient de conservate pentru a determina prezența dinților, capetele marginilor de mestecat au fiecare un dinte acut.  Segmentele antenelor conservate sunt toate mai lungi decât sunt largi.